# McCrilliss Nunatak
Il McCrilliss Nunatak (in lingua inglese: Nunatak McCrilliss) è un nunatak, picco roccioso isolato, che delimita l'estremità settentrionale dei Gierloff Nunataks, nel versante settentrionale del Wisconsin Range della catena dei Monti Horlick, nei Monti Transantartici, in Antartide.
Il nunatak è stato mappato dall'United States Geological Survey (USGS) sulla base di rilevazioni e foto aeree scattate dalla U.S. Navy nel periodo 1960-64.
La denominazione è stata assegnata dall'Advisory Committee on Antarctic Names (US-ACAN), in onore di Harold L. McCrilliss, elettricista che faceva parte del gruppo che ha trascorso l'inverno 1959 presso la Stazione Byrd e l'inverno 1964 presso la Base Amundsen-Scott.